# 孙京民
孙京民（1968年4月—），男性，汉族，1968年4月生，山西曲沃人，中共山西省委党校研究生学历，1987年7月参加工作，1994年11月加入中国共产党。中华人民共和国政治人物。

## 人物经历
孙京民长期在山西省临汾市工作，曾担任中共临汾市尧都区党委常委、常务副区长，中共霍州市委副书记、市人民政府市长，中共洪洞县委副书记、县长等职务。
2013年，升任中共浮山县委书记，在任期间，因表现优异，被中組部評選表彰為「全國優秀縣委書記」，2016年11月，孙京民来到山西省会太原市，并在中国共产党山西省第十一届纪律检查委员会第一次全体会议上，当选为中共山西省纪委常委、委员。2017年1月，被山西省人大常委会任命为山西省监察委员会委员。
2021年10月，卸任中共山西省纪委常委、监察委员会委员，转任中共山西省委副秘书长。
2023年1月，在山西省第十四届人民代表大会常务委员会第一次会议上，被任命为山西省农业农村厅厅长。